# Eric Gravatt
Eric Kamau Grávátt (født 6. marts 1947 i Philadelphia Pennsylvanien USA) er en amerikansk jazztrommeslager. 
Gravatt er bedst kendt fra gruppen Weather Report, og senere McCoy Tyners gruppe fra 1970´erne. Han trak sig fra musikbrancen sidst i 1970'erne og blev fangevogter på fængslet Alcatraz i San Francisco. 
Gravatt vendte så kort tilbage med McCoy Tyner i det ny årtusinde.

## Eksterne links og kilder
- Eric Gravatt på drummerworld.com Arkiveret 2. september 2011 hos  Wayback Machine
- CV på egen hjemmeside Arkiveret 7. juli 2011 hos  Wayback Machine